# Паскаль Грос
Паскаль Гросс (нім. Pascal Groß, нар. 15 червня 1991, Мангайм) — німецький футболіст, півзахисник клубу «Боруссія» (Дортмунд) і збірної Німеччини.
Виступав, зокрема, за клуби «Гоффенгайм 1899», «Карлсруе», «Інгольштадт 04» та «Брайтон енд Гоув», а також юнацьку збірну Німеччини.

## Клубна кар'єра
Народився 15 червня 1991 року в місті Мангайм. Вихованець юнацьких команд футбольних клубів «Некарау» та «Гоффенгайм 1899».
У дорослому футболі дебютував 2008 року виступами за команду «Гоффенгайм 1899», в якій провів один сезон, взявши участь у 5 матчах чемпіонату. 
Своєю грою за цю команду привернув увагу представників тренерського штабу клубу «Карлсруе СК», до складу якого приєднався 2011 року. Відіграв за клуб з Карлсруе наступний сезон своєї ігрової кар'єри. Більшість часу, проведеного у складі «Карлсруе», був основним гравцем команди.
2012 року уклав контракт з клубом «Інгольштадт 04», у складі якого провів наступні п'ять років своєї кар'єри гравця.  Граючи у складі «Інгольштадта» також здебільшого виходив на поле в основному складі команди.
До складу клубу «Брайтон енд Гоув» приєднався 2017 року. Станом на 10 січня 2021 року відіграв за клуб з Брайтона 106 матчів в національному чемпіонаті.

## Виступи за збірні
2008 року дебютував у складі юнацької збірної Німеччини (U-18), загалом на юнацькому рівні взяв участь у 16 іграх, відзначившись 2 забитими голами.

## Статистика виступів

### Статистика клубних виступів
Станом на 10 січня 2021
| Клуб                 | Сезон             | Ліга                       | Ліга | Ліга  | Національний кубок | Національний кубок | Кубок ліги | Кубок ліги | Інші | Інші  | Усього | Усього |
| Клуб                 | Сезон             | Дивізіон                   | Ігор | Голів | Ігор               | Голів              | Ігор       | Голів      | Ігор | Голів | Ігор   | Голів  |
| -------------------- | ----------------- | -------------------------- | ---- | ----- | ------------------ | ------------------ | ---------- | ---------- | ---- | ----- | ------ | ------ |
| «Гоффенгайм 1899»    | 2008–09           | Бундесліга                 | 4    | 0     | 0                  | 0                  | —          | —          | —    | —     | 4      | 0      |
| «Гоффенгайм 1899»    | 2009–10           | Бундесліга                 | 1    | 0     | 1                  | 0                  | —          | —          | —    | —     | 2      | 0      |
| «Гоффенгайм 1899»    | Усього            | Усього                     | 5    | 0     | 1                  | 0                  | —          | —          | —    | —     | 6      | 0      |
| «Гоффенгайм 1899» II | 2010–11           | Регіональна ліга «Південь» | 17   | 4     | —                  | —                  | —          | —          | —    | —     | 17     | 4      |
| «Карлсруе СК» II     | 2010–11           | Регіональна ліга «Південь» | 3    | 0     | —                  | —                  | —          | —          | —    | —     | 3      | 0      |
| «Карлсруе СК» II     | 2011–12           | Регіональна ліга «Південь» | 8    | 1     | —                  | —                  | —          | —          | —    | —     | 8      | 1      |
| «Карлсруе СК» II     | Усього            | Усього                     | 11   | 1     | —                  | —                  | —          | —          | —    | —     | 11     | 1      |
| «Карлсруе СК»        | 2010–11           | 2. Бундесліга              | 3    | 1     | 0                  | 0                  | —          | —          | —    | —     | 3      | 1      |
| «Карлсруе СК»        | 2011–12           | 2. Бундесліга              | 22   | 2     | 1                  | 0                  | —          | —          | 2    | 1     | 25     | 3      |
| «Карлсруе СК»        | Усього            | Усього                     | 25   | 3     | 1                  | 0                  | —          | —          | 2    | 1     | 28     | 4      |
| «Інгольштадт 04» II  | 2013–14           | Регіональна ліга «Баварія» | 1    | 0     | —                  | —                  | —          | —          | —    | —     | 1      | 0      |
| «Інгольштадт 04»     | 2012–13           | 2. Бундесліга              | 30   | 2     | 1                  | 0                  | —          | —          | —    | —     | 31     | 2      |
| «Інгольштадт 04»     | 2013–14           | 2. Бундесліга              | 29   | 2     | 2                  | 0                  | —          | —          | —    | —     | 31     | 2      |
| «Інгольштадт 04»     | 2014–15           | 2. Бундесліга              | 34   | 7     | 1                  | 0                  | —          | —          | —    | —     | 35     | 7      |
| «Інгольштадт 04»     | 2015–16           | Бундесліга                 | 32   | 1     | 1                  | 0                  | —          | —          | —    | —     | 33     | 1      |
| «Інгольштадт 04»     | 2016–17           | Бундесліга                 | 33   | 5     | 2                  | 0                  | —          | —          | —    | —     | 35     | 5      |
| «Інгольштадт 04»     | Усього            | Усього                     | 158  | 17    | 7                  | 0                  | —          | —          | —    | —     | 165    | 17     |
| «Брайтон»            | 2017–18           | АПЛ                        | 38   | 7     | 1                  | 0                  | 0          | 0          | —    | —     | 39     | 7      |
| «Брайтон»            | 2018–19           | АПЛ                        | 25   | 3     | 1                  | 0                  | 1          | 0          | —    | —     | 27     | 3      |
| «Брайтон»            | 2019–20           | АПЛ                        | 29   | 2     | 1                  | 0                  | 1          | 0          | —    | —     | 31     | 2      |
| «Брайтон»            | 2020–21           | АПЛ                        | 14   | 2     | 1                  | 0                  | 3          | 0          | —    | —     | 18     | 2      |
| «Брайтон»            | Усього            | Усього                     | 106  | 14    | 4                  | 0                  | 5          | 0          | —    | —     | 115    | 14     |
| Усього за кар'єру    | Усього за кар'єру | Усього за кар'єру          | 323  | 39    | 13                 | 0                  | 5          | 0          | 2    | 1     | 343    | 40     |